# Él (película de 1953)
Él es una película de terror psicológico dramática mexicana de 1953, dirigida por Luis Buñuel, a partir de un guion que escribió con Luis Alcoriza. Está basada en la novela del mismo nombre, escrita por Mercedes Pinto.

## Argumento
Francisco Galván es un hombre soltero, religioso, de buena posición social y virgen. Un Jueves Santo, en la iglesia, durante la ceremonia del lavatorio de los pies, su mirada divaga por los peregrinos hasta que bruscamente se detiene en los pies de Gloria. A partir de ese momento la buscará y enamorará, a pesar de que ella resulta ser novia de su amigo, el ingeniero Raúl. El amor que parece nacido de la locura no parará nunca, y los celos patológicos y enfermizos de Francisco condicionarán todo su comportamiento posterior.

## Reparto
- Arturo de Córdova como Francisco Galván de Montemayor
- Delia Garcés como Gloria Vilalta
- Aurora Walker como doña Esperanza Vilalta
- Carlos Martínez Baena como padre Velasco
- Manuel Dondé como Pablo
- Rafael Banquells como Ricardo Luján
- Fernando Casanova como licenciado Beltrán
- José Pidal como padre prior
- Roberto Meyer como licenciado
- Luis Beristáin como Raúl Conde

## Recepción
Este filme ocupa el lugar siete dentro de la lista de las 100 mejores películas del cine mexicano, según la opinión de 25 críticos y especialistas del cine en México, publicada por la revista Somos en julio de 1994.